# Halle aux grains d'Auch
La halle aux grains est un édifice élevé entre 1837 et 1843 à Auch (Gers), actuellement Maison de Gascogne, place Jean-Dours, pour accueillir les marchés.

## Histoire
Dès 1829, une pétition circule pour demander l’édification d’une halle, non sur l’emplacement de l’ancien jardin des Cordeliers comme initialement prévu, mais sur une place des Carmélites réaménagée. La disparition des ordres religieux à la Révolution ouvre alors beaucoup de possibilités. Mais la municipalité du maire Irénée David refuse d’abord ce projet, avant de l’accepter en 1837. La municipalité lance alors un concours, sans programme bien précis. Cinq projets sont retenus, dont deux de Jean-Baptiste Lodoyer, l’architecte de la ville, qui doit argumenter longuement auprès des édiles indécis. De ses deux propositions, semblables quant aux façades mais différant dans l’organisation de l’espace intérieur, la municipalité choisit le plus cher. La réception des travaux se fait en 1843, et l’édifice est achevé en 1843. La halle est inscrite au titre des monuments historiques en 1941.

## Architecture
La halle est un rectangle de 38 mètres sur 28. Bâtie en pierre de Terraube, elle présente 7 arcades en plein cintre sur la longueur et 5 sur la largeur. À l’intérieur, afin de réduire la charpente sur ce vaste espace (comme on peut le voir à la halle de L’Isle-Jourdain), 16 piliers octogonaux soutenant directement la charpente, et à mi-hauteur une coursive en bois, forment une sorte de galerie périphérique.
Les espaces entre les arcades sont ornés de bossages, comme les piliers d’angle qui présentent un fruit marqué, indiquant leur fonction de contrefort. Dans chaque écoinçon, un caducée marque clairement la vocation commerciale du bâtiment. En haut des façades, une haute acrotère dissimule le toit et les chéneaux. Lodoyer avait prévu une couverture en plaques de zinc, mais c’est la tuile traditionnelle qui a prévalu. Il avait également prévu un grenier, que la municipalité a refusé, ce qui permet de voir le remarquable travail de la charpente en bois.
En 1973, la Halle aux grains est restaurée et rénovée, les arcades vides deviennent des baies vitrées et la halle est rebaptisée Maison de Gascogne, avec l’intention affichée de devenir une vitrine du commerce et des productions gersoises, un lieu d’expositions et de spectacles. En 2004, la place Jean-David est renommée place Jean-Dours. 